# Южноафриканска кобра
Южноафриканските кобри (Aspidelaps lubricus) са вид влечуги от семейство Аспидови (Elapidae).
Срещат се в западната част на Южна Африка.
Таксонът е описан за пръв път от Йозеф Николай Лауренти през 1768 година.